# Patrycja Zawadzka
Patrycja Wanda Zawadzka – polska prawniczka, profesor nauk prawnych, nauczyciel akademicki, radca prawny, specjalistka w zakresie prawa finansowego, profesor w Katedrze Prawa Finansowego Wydziału Prawa, Administracji i Ekonomii Uniwersytetu Wrocławskiego; prodziekan ds. Finansów, Jakości i Form Kształcenia w kadencji 2021–2023 oraz 2024–2028. 
Członek Kolegium NIK w latach 2018-2021 oraz ponownie w kadencji 2023-2026. Członek Głównej Komisji Orzekającej w sprawach o Naruszenie Dyscypliny Finansów Publicznych. Członek Doradczego Komitetu Naukowego Rzecznika Finansowego. Członek komisji egzaminacyjnych przeprowadzających egzaminy notarialne i egzaminy na aplikację notarialną w kadencjach 2017–2018 oraz 2019–2020.

## Życiorys
Studia prawnicze ukończyła na Wydziale Prawa, Administracji i Ekonomii Uniwersytetu Wrocławskiego. Stopień doktora nauk prawnych uzyskała w 2008 roku na podstawie pracy doktorskiej pt. Fundusz inwestycyjny w systemie instytucji finansowych (promotor: Prof. zw. dr hab. Eugenia Fojcik-Mastalska). W 2015 roku habilitowała się m.in. na podstawie pracy pt. Instrumenty finansowe w gospodarce gminy.
Tytuł profesora w dziedzinie nauk społecznych w dyscyplinie nauki prawne uzyskała w 2020 r.
W 2019 r. odznaczona z postanowienia Prezydenta RP Medalem Brązowym za Długoletnią Służbę.

## Dorobek naukowy
Zainteresowania naukowe koncentrują się wokół zagadnień związanych z prawem finansów publicznych, prawem rynku finansowego oraz prawem podatkowym. Jest autorem ponad 130 publikacji naukowych, w tym monografii, komentarzy prawniczych i artykułów naukowych, współautorem podręczników akademickich.
Wybrane publikacje naukowe to m.in.:
- Nadzór rynku finansowego w Unii Europejskiej. Krajowe organy regulacyjne i kontrola sądowa, P. Zawadzka, wyd. CeDeWu, Warszawa 2018;[6]
- Modele nadzoru finansowego. Aspekty prawne, P. Zawadzka, Wyd. CeDeWu, Warszawa 2017;[7]
- Instrumenty finansowe w gospodarce gminy, P. Zawadzka, Wyd. LEX a Wolters Kluwer business, Warszawa 2015;[8]
- Ustawa o Bankowym Funduszu Gwarancyjnym. Komentarz, P. Zawadzka, Wyd. C.H.Beck, Warszawa 2009.[9]
- Fundusz inwestycyjny w systemie instytucji finansowych, P. Zawadzka, Wyd. C.H.Beck, Warszawa 2009;[10]
- Komentarz do ustawy o Narodowym Banku Polskim, pod red. P. Zawadzka, Warszawa 2014;[11]

Wybrane publikacje współautorskie, to m.in:
- Prawo rynku kapitałowego. Komentarz. T.1, red. Marek Wierzbowski, Ludwik Sobolewski, Paweł Wajda, Wydawnictwo C.H. Beck, Warszawa 2023;[12]
- Prawo bankowe. Komentarz, red. Agnieszka Mikos-Sitek, Piotr Zapadka, Wolters Kluwer, Warszawa 2022;[13]
- Prawo o notariacie. Komentarz: wzory aktów notarialnych i poświadczeń (Komentarze Praktyczne), red. Wojciech Gonet, Wolters Kluwer, Warszawa 2022;[14]
- Ustawa o transporcie kolejowym. Komentarz, red. Marek Wierzbowski, Paweł Wajda, Marcin Trela, Wolters Kluwer, Warszawa 2022;[15]
- Ustawa o finansach publicznych. Komentarz, red. Zbigniew Ofiarski, Wolters Kluwer, Warszawa 2020;[16]
- Ustawa o Bankowym Funduszu Gwarancyjnym, systemie gwarantowania depozytów oraz przymusowej restrukturyzacji. Komentarz, red. Patrycja Zawadzka, Piotr Zimmerman, Rafał Sura, Wydawnictwo C.H. Beck, Warszawa 2017;[17]
- Rynki finansowe. Organizacja, instytucje, uczestnicy, red. Urszula Banaszczak-Soroka, Wydawnictwo C.H. Beck, Warszawa 2019;[18]
- Ustawa o działalności ubezpieczeniowej i reasekuracyjnej, Komentarz, Wolters Kluwer, Warszawa 2017;[19]
- Rynek papierów wartościowych. Inwestorzy, instrumenty finansowe i metody ich wyceny, red. Urszula Banaszczak-Soroka, Wydawnictwo C.H. Beck, Warszawa 2016;[20]
- Ustawa o funduszach inwestycyjnych. Komentarz, red. Rafał Mroczkowski, Wolters Kluwer, Warszawa 2014;[21]